# Квинт Фабий Максим Эмилиан
Квинт Фабий Максим Эмилиан (лат. Quintus Fabius Maximus Aemilianus; приблизительно 186—130 годы до н. э.) — древнеримский военачальник и политический деятель, консул 145 года до н. э. Был сыном Луция Эмилия Павла Македонского, но по усыновлению перешёл в род Фабиев. Чаще всего находился в тени своего брата Публия Корнелия Сципиона Эмилиана, но тем не менее прошёл cursus honorum до консулата включительно. В юности участвовал в Третьей Македонской войне, дружил с Полибием. Политическую карьеру начал с посольства в Вифинию в 154 году до н. э. В 149 году до н. э. занимал должность претора, в 145 году до н. э. стал консулом и получил в управление провинцию Дальняя Испания. Здесь он смог повысить боеспособность провинциальной армии и разбил лузитанов при Бекоре.
Возможно, Квинт Фабий участвовал в посольстве на Крит в 140 году до н. э. В 134—133 годах до н. э. он командовал половиной армии своего брата во время осады Нуманции и больше в источниках не упоминается. Предположительно, Максим Эмилиан умер до 129 года до н. э.

## Биография

### Происхождение
По рождению Квинт Фабий принадлежал к знатному патрицианскому роду Эмилиев, который античные авторы относили к самым старым семействам Рима. Одна из восемнадцати старейших триб получила своё название в честь этого рода. Его генеалогию возводили либо к Пифагору, либо к царю Нуме Помпилию, а одна из версий традиции, приводимая Плутархом, называет Эмилией дочь Энея и Лавинии, родившую от Марса Ромула — легендарного основателя Рима. Представителей этого рода отличали, если верить Плутарху, «высокие нравственные качества, в которых они неустанно совершенствовались».
Отцом Квинта был двукратный консул Луций Эмилий Павел, получивший агномен Македонский за победу над царём Персеем в 168 году до н. э. Мать Квинта Папирия принадлежала к патрицианскому роду Папириев. Её отец, Гай Папирий Мазон, был консулом в 231 году до н. э. и, одержав победу над корсами, первым из римских полководцев отпраздновал триумф против воли сената. На тётке Квинта Эмилии Терции был женат Публий Корнелий Сципион Африканский, так что двоюродные сёстры Максима Эмилиана были замужем за выдающимися нобилями Публием Корнелием Сципионом Назикой Коркулом и Тиберием Семпронием Гракхом.
Всего Папирия родила Павлу двух сыновей. Вскоре Луций Эмилий дал жене развод по неизвестной причине и женился снова, а детей он отдал на усыновление в другие патрицианские семьи: первого Квинту Фабию Максиму (предположительно внуку Кунктатора), второго — Публию Корнелию Сципиону. При этом оба сына продолжали жить в доме родного отца, который, по словам Плутарха, любил своих детей больше, чем какой-либо другой римлянин. У них появились ещё двое единокровных братьев и три единокровные сестры. Одна Эмилия позже стала женой Марка Порция Катона Лициниана, другая — женой Квинта Элия Туберона, представителя древней, но очень бедной патрицианской семьи. Младшие Эмилии умерли ещё подростками; но у Максима Эмилиана появился сводный брат — Квинт Фабий Максим Сервилиан, усыновлённый, как и он, Максимом-старшим.

### Ранние годы
Рождение Квинта Фабия исследователи датируют приблизительно 186 годом до н. э. Двумя годами позже родился его младший брат, впоследствии получивший имя Публий Корнелий Сципион Эмилиан. Усыновление юного Эмилия Квинтом Фабием произошло вскоре после рождения его единокровных братьев (181 и 179 годы до н. э.).
Когда Луций Эмилий Павел возглавил армию в Третьей Македонской войне в 168 году до н. э., Максим Эмилиан, «тогда ещё юноша», отправился на Балканы вместе с ним — возможно, в качестве легата. Источники сообщают, что царь Персей преградил путь римлянам на неприступных позициях близ Олимпа. Когда выяснилось, что есть один неохраняемый горный проход через Перребию, Квинт Фабий и Сципион Назика Коркул вызвались на военном совете возглавить отряд, который должен был зайти в тыл врагу. Они получили под своё командование пять или восемь тысяч воинов. Царь, узнав об этом, отправил 12-тысячный отряд во главе с Милоном, чтобы занять перевал раньше римлян, но в схватке на вершинах Максим и Назика одержали победу. В результате Персею пришлось отступить на равнины и там вступить в решающее сражение при Пидне, в котором он был наголову разбит.
Квинт Фабий вместе с двумя своими ровесниками (Квинтом Цецилием Метеллом, позже Македонским, и Луцием Корнелием Лентулом) отправился в Рим с известием о победном окончании войны. Правда, античные автор утверждают, что к моменту прибытия вестников римляне уже обо всём знали: новость, якобы, распространилась сама собой среди зрителей в цирке, или была принесена Диоскурами.
Выполнив эту миссию, Максим Эмилиан сразу вернулся к отцу. Тот направил его с отрядом наказать за предательство македонские города Эгиний и Агассы; позже вместе с Назикой Коркулом Квинт Фабий разграбил Иллирию, в Орике снова присоединился к Эмилию Павлу и отплыл в Италию. Во время македонского триумфа в 167 году до н. э. он шёл за колесницей отца.
О жизни Квинта Фабия в течение следующего десятилетия мало что известно: в этот период он фигурирует в источниках в основном в связи с младшим братом. Вместе со Сципионом Эмилианом он стал другом одного из ахейских заложников Полибия и уговорил претора оставить этого грека в Риме, когда других рассылали по разным городам Италии. В 160 году до н. э. умер отец Квинта, и его завещание предполагало раздел имущества поровну между двумя сыновьями, но Сципион отказался от своей половины в пользу брата, поскольку считал, что тот должен быть богаче, чем он. Двое Эмилианов организовали погребальные игры в память об отце, на которых состоялась постановка двух пьес Теренция: «Братья» (впервые) и «Свекровь». Известно также, что Квинт Фабий организовал во время этих игр единоборства и не смог покрыть все расходы; тогда Сципион внёс половину от необходимых средств.

### Начало карьеры
Поскольку источники чаще всего не называют четвёртую часть имени Квинта Фабия (Эмилиан), в ряде случаев возникают сложности с идентификацией: речь может идти как о сыне Павла Македонского, так и о Квинте Фабии Максиме Сервилиане, который был немного младше, или даже о представителях следующего поколения — Квинте Фабии Максиме Аллоброгике и Квинте Фабии Максиме Эбурне. Тем не менее точно известно, что в 154 году до н. э. Максим Эмилиан вместе с двумя консулярами Луцием Аницием Галлом и Гаем Фаннием Страбоном отправился на Восток с дипломатической миссией: нужно было заставить Прусия Вифинского прекратить войну с Пергамом. Послы сначала встретились с царём Пергама Атталом II, а потом предъявили Прусию ультиматум. Когда царь Вифинии отказался выполнить бо́льшую часть требований, легаты разорвали существовавший на тот момент союз. Конец войне был положен уже новым посольством.
В 151 году до н. э. консул Луций Лициний Лукулл столкнулся с большими трудностями, когда набирал армию для войны с кельтиберами в Ближней Испании: даже представители аристократической молодёжи не хотели становиться легатами и военными трибунами, хотя обычно на эти должности было много желающих. Тогда о своём участии в кампании заявил Сципион Эмилиан, подав таким образом пример. Исследователи предполагают, что и Квинт Фабий отправился в Испанию вместе с братом.
Возможно, Максим Эмилиан упоминается в источниках в связи с событиями 150 года до н. э. Именно в этом году, согласно Валерию Максиму, сенатор по имени Квинт Фабий Максим получил от консулов строгое порицание из-за того, что разгласил тайное сенатское постановление об объявлении войны Карфагену. Он встретил на пути домой Публия Лициния Красса и рассказал ему о том, что обсуждалось в тот день; Квинт Фабий не знал, что Красс, хотя и был квестором тремя годами ранее, ещё не стал сенатором. Консулы признали оплошность Фабия «честной», но всё же выступили с порицанием. Этот Квинт Фабий может быть отождествлён как с Квинтом Фабием Максимом Эмилианом, так и с Квинтом Фабием Максимом Сервилианом.
В 149 году до н. э. Квинт Фабий занимал должность претора и управлял Сицилией. Известно, что в Лилибее он принял триста карфагенских заложников, которых тут же переправил в Рим. В следующий раз Максим Эмилиан упоминается в источниках как соискатель консулата на 145 год до н. э. Выборы проходили сразу после триумфа его брата Публия, взявшего Карфаген, и это увеличивало шансы Квинта. С другой стороны, консулом-плебеем стал Луций Гостилий Манцин, имевший военные заслуги и даже пытавшийся конкурировать в этом отношении со Сципионом Эмилианом, а у Максима ещё не было возможности проявить способности полководца; по мнению немецкого антиковеда Г. Симона, поскольку один из победителей выборов должен был получить командование в тяжёлой войне с лузитанами, это может означать, что «выборы не обошлись без трудностей для Фабия». Тем не менее Квинт стал консулом.

### В Испании
Провинцией Квинта Фабия стала Дальняя Испания — основной театр войны с лузитанами, которых возглавлял Вириат. Как раз к 145 году до н. э. в Италию вернулись ветераны трёх войн — Пунической, Ахейской и Македонской — но консул решил ограничиться новобранцами. В результате его армия была относительно небольшой (15 тысяч пехоты и 2 тысячи конницы, включая испанские вспомогательные части) и не слишком боеспособной — по причине отсутствия боевого опыта.
В первый год своего наместничества Квинт Фабий не предпринимал какие-либо решительные действия против противника, хотя войска Вириата постоянно тревожил римлян мелкими нападениями и вызывал их на бой. Пока консул приносил жертвы Геркулесу в Гадесе, лузитаны смогли даже одержать победу в крупном столкновении. Но Квинт Фабий предпочитал тренировать своих воинов и повышать их боеспособность в мелких столкновениях. В связи с этим Гай Веллей Патеркул пишет, что «Фабий Эмилиан чрезвычайно прославился в Испании дисциплиною по примеру Павла».
В Риме зимой 145—144 годов до н. э. активно обсуждался вопрос о продлении полномочий Квинта Фабия. Оба новых консула, Луций Аврелий Котта и Сервий Сульпиций Гальба, претендовали на командование в Дальней Испании. Но Сципион Эмилиан, отстаивая интересы брата, воспользовался неоднозначностью репутации обоих претендентов: Котта когда-то пытался использовать свой трибунат, чтобы не платить кредиторам, а Гальба был известен своей алчностью, хотя и считался одним из богатейших римлян. Согласно Валерию Максиму, Сципион сказал в сенате: «Я думаю, что туда не стоит посылать ни того, ни другого, ибо у первого ничего нет, а второго ничто не насытит». В результате Максим Эмилиан остался в провинции ещё на год.
Во время второй испанской кампании Квинт Фабий стал действовать более энергично. Он взял два города, контролировавшиеся до этого Вириатом, и разбил основные силы лузитан при Бекоре, причём враг понёс серьёзные потери. Провинция была полностью замирена. Согласно Аппиану, Максим Эмилиан стал вторым римским полководцем, успешно воевавшим против Вириата (после Гая Лелия Мудрого).

### Поздние годы
В 140 году до н. э. один из носителей имени Квинт Фабий Максим был участником посольства, направленного на Крит, чтобы остановить войну между двумя местными общинами — Итаном и Иерапитной. Это мог быть Максим Эмилиан, поскольку Максим Сервилиан в это время находился в Испании. В 133 году до н. э., когда Сципион Эмилиан осаждал город Нуманция в Кельтиберии, Квинт Фабий был легатом в его штабе и командовал половиной осадной армии. Немецкий антиковед Фридрих Мюнцер, настаивая на том, что Аппиан не спутал Максима Эмилиана с его сыном, будущим Максимом Аллоброгиком, проводит параллели с Антиоховой войной, когда Сципион Африканский был легатом при своём младшем брате, Сципионе Азиатском.
Около 130 года до н. э. Квинт Фабий умер. Точно известно, что он был мёртв на момент кончины своего брата (в 129 году до н. э.), поскольку иначе именно Квинт, а не его сын, произнёс бы погребальную речь.

## Память
Марк Туллий Цицерон характеризует Квинта Фабия как человека «несомненно, выдающегося», но всё-таки уступающего брату.
Квинт стал одним из персонажей пьесы Мигеля де Сервантеса «Нумансия» (примерно 1585).

## Потомки
У Квинта Фабия был сын того же имени, консул 121 года до н. э., получивший за свои победы над галлами почётное прозвание Аллоброгик (Allobrogicus).